# Northern Star Resources
Northern Star Resources — австралийская горнодобывающая компания. Ведёт добычу золота в Западной Австралии и на Аляске. Штаб-квартира расположена в Перте.

## История
Компания была основана в 2003 году для разведки руд цветных металлов в округе Кимберли в Западной Австралии. Золотодобычей компания занялась в 2010 году с покупкой шахты Паулсенс.
В начале 2014 года за 100 млн долларов были куплены шахты Кановна-Белль, Плутоник и Кундана (ранее они принадлежали Barrick Gold). В июне того же года была куплена шахта Юнди за 82,5 млн долларов. Эти покупки сделали Northern Star Resources второй крупнейшей компанией Австралии по добыче золота.
В 2018 году у Sumitomo Metal Mining была куплена шахта Пого на Аляске.
В 2019 году была куплена 50-процентная доля в компании Kalgoorlie Consolidated Gold Mines, которой принадлежат два золотодобывающих рудника и две обогатительные фабрики. В октябре 2020 года был поглощён холдинг Saracen Metal Holdings, которому принадлежали оставшиеся 50 % в этой компании, а также шахты Тандербокс и Каросью.

## Деятельность

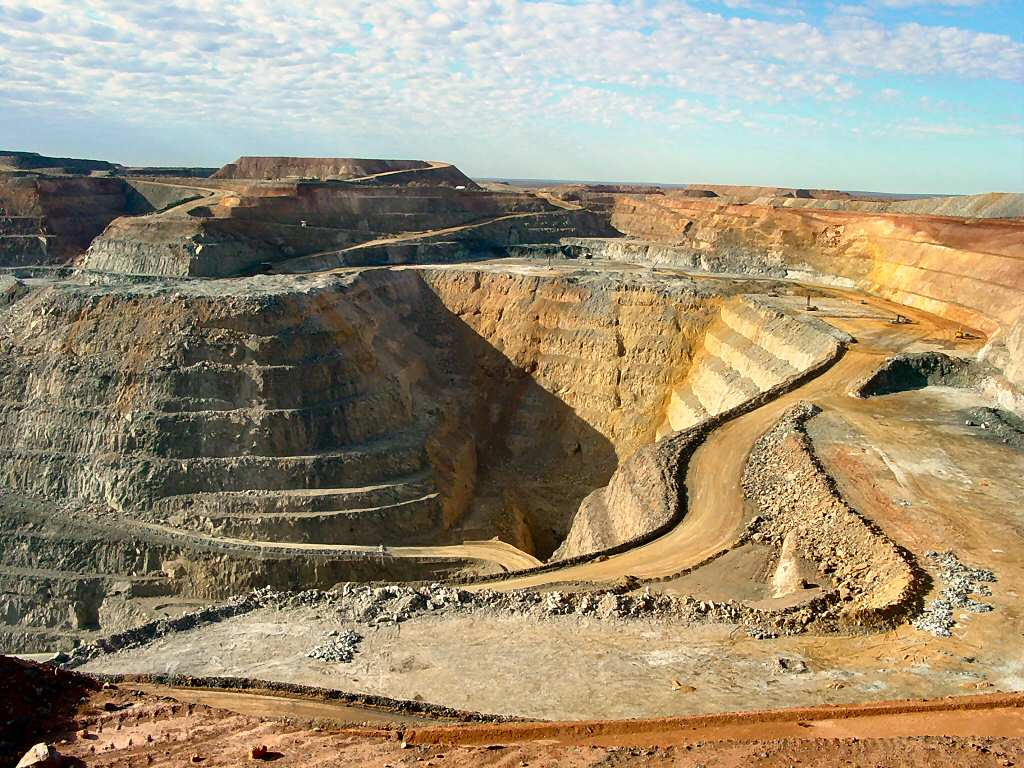
Карьер Фимистон (Super Pit)

Подразделения по состоянию на 2022 год:
- Kalgoorlie Consolidated Gold Mines — золотодобывающие шахты близ города Калгурли в Западной Австралии, включая карьер Фимистон (Super Pit) и шахту Маунт-Шарлотт, а также 2 золотообогатительные фабрики, 32 % выручки;
- Jundee — золотодобывающая шахта Юнди в Западной Австралии, 20 % выручки;
- Carosue Dam — шахта Каросью-Дэм по добыче золота в Западной Австралии, 16 % выручки;
- Pogo — золотодобывающая шахта Пого на Аляске, 11 % выручки;
- Kalgoorlie Operations — шахта Кановна-Белль в округе Голдфилдс-Эсперанс в Западной Австралии, 11 % выручки;
- Thunderbox — шахта Тандербокс по добыче золота в Западной Австралии, 7 % выручки.